# 小堀幸
小堀 幸（こぼり みゆき、1月31日 - ）は、日本の声優、舞台女優。東京都出身。賢プロダクション所属。

## 略歴
声優になろうと思ったきっかけは「外国人になったり魔法を使ったり、男の子になったり犬になったり、声だけの演技っておもしろい!!」と思ったことから。
東京声優アカデミー（現：専門学校 東京声優・国際アカデミー）、賢プロダクション付属の声優養成所スクールデュオ13期卒業。
2019年5月12日、自身のTwitterで入籍したことを発表。2024年2月、第1子を出産。

## 人物
特技はウクレレ弾き語り、クラリネット、絵本の読み聞かせ。趣味はキャンプ、ボルダリング、水泳、歌、楽器演奏。資格はPADIオープンウォーターダイバー、漢字検定二級、保育士。

## 出演
太字はメインキャラクター。

### テレビアニメ
2013年
- ガンダムビルドファイターズ（子供）
- 進撃の巨人（妹）
- Free!（2013年 - 2014年、橘蘭、ゆうた） - 2シリーズ
- ポケットモンスター THE ORIGIN
- マギ The kingdom of magic（街の人々）

2014年
- アイカツ!（2014年 - 2015年、宮小路友美、新入生、青木ひなた）
- おじゃる丸（2014年 - 2017年、おばあさん、ウェイトレス、ヒナ、サル、プーちゃん 他）
- ガンダムビルドファイターズトライ（2014年 - 2016年、イズナ・マモル） - 1シリーズ + 特別編
- 金田一少年の事件簿R（瀧川龍太〈幼少時代〉）
- ジョジョの奇妙な冒険 スターダストクルセイダース（2014年 - 2015年、少年B、少女A）
- はじめの一歩 Rising（子供、マリア）
- パックワールド（2014年 - 2015年、赤ちゃん、生徒たち、パックワールドの住民&エイリアン達、チャリティー、ゴースト 他）
- ハピネスチャージプリキュア!（2014年 - 2015年、ぐらさん、石神りん、男の人、キュアナイル）
- ヒーローバンク（指原井モナ）
- 僕らはみんな河合荘（律の同級生A、女子B）
- ポケットモンスター XY（ランディ）
- マジンボーン（女の子）

2015年
- アクエリオンロゴス（男子B）
- うしおととら（図書委員B、女の子）
- 俺物語!!（磯野ウニ夫）
- 終わりのセラフ（太一、与一〈幼少期〉）
- 血界戦線（2015年 - 2017年、少女、エミリーダ） - 2シリーズ
- 響け!ユーフォニアム（2015年 - 2016年、長瀬梨子、吹奏楽部員） - 2シリーズ
- 放課後のプレアデス（子供A）

2016年
- かみさまみならい ヒミツのここたま（男子 A）
- カミワザ・ワンダ（女の子、女の子A、男の子）
- クレヨンしんちゃん（女子高生B、娘）
- コンクリート・レボルティオ〜超人幻想〜THE LAST SONG（ピリカッピ）
- 坂本ですが?（女子生徒）
- サザエさん（2016年 - 2022年、男の子 他）
- ドリフェス!（上山翔）
- FAIRY TAIL ZERO（リス）
- 名探偵コナン（芸能レポーター）
- ユーリ!!! on ICE（女子学生A）

2017年
- 神撃のバハムート VIRGIN SOUL（客、悪魔子供）
- メイドインアビス（孤児院生徒、ジルオ〈少年〉）
- ドラえもん（テレビ朝日版第2期）（チビッコ(2)）
- Wake Up, Girls! 新章（女子高生B）
- ボールルームへようこそ（女選手）

2018年
- 恋は雨上がりのように（えん、女子生徒、女性客、お天気キャスター、部員）
- 新幹線変形ロボ シンカリオン（ツラヌキの妹 / 大門山カガリ）
- おそ松さん（子供）
- ポケットモンスター サン&ムーン（ネネ）
- 若おかみは小学生!（男子生徒2）

2019年
- 警視庁 特務部 特殊凶悪犯対策室 第七課 -トクナナ-（女の子）

2020年
- ふしぎ駄菓子屋 銭天堂（楠本千里）

2021年
- ゲキドル（子供）

2022年
- もっと!まじめにふまじめ かいけつゾロリ（アン）

### 劇場アニメ
2012年
- マルドゥック・スクランブル 排気（少女）

2013年
- 映画かいけつゾロリ まもるぜ!きょうりゅうのたまご（恐竜赤ちゃん）

2014年
- 映画 ハピネスチャージプリキュア! 人形の国のバレリーナ（ぐらさん）
- 映画 プリキュアオールスターズNewStage3 永遠のともだち（男の子）

2015年
- 映画 ハイ☆スピード！-Free! Starting Days-（橘蘭）
- 映画 プリキュアオールスターズ 春のカーニバル♪（ぐらさん）

2016年
- アクセル・ワールド INFINITE∞BURST（サンタン・シェイファー）
- 劇場版 響け！ユーフォニアム〜北宇治高校吹奏楽部へようこそ〜（長瀬梨子）

2017年
- LUPIN THE IIIRD 血煙の石川五ェ門（サリファ）
- 夜明け告げるルーのうた（幼女）
- 劇場版 Free!-Timeless Medley-（橘蘭）
- 劇場版 響け！ユーフォニアム〜届けたいメロディ〜（長瀬梨子）

2018年
- ペンギン・ハイウェイ（アオキさん）

2019年
- 劇場版総集編【前編】メイドインアビス 旅立ちの夜明け
- 劇場版 響け！ユーフォニアム〜誓いのフィナーレ〜

2020年
- パウ・パトロール カーレース大作戦 GO! GO!（ロッキー）

2021年
- パウ・パトロール ザ・ムービー（ロッキー）

2022年
- パウ・パトロール  大空のミッション・パウ　ロイヤルストーンをとりもどせ！（ロッキー）

2023年
- マイ・エレメント
- パウ・パーティー　ｉｎシアター （ロッキー）
- パウ・パトロール  ザ・マイティ・ムービー（ロッキー）

2025年
- LUPIN THE IIIRD THE MOVIE 不死身の血族

### OVA
- 12歳。（2014年 - 2015年、女子A、女子） - 『ちゃお』2014年11月号、2015年8月号付録
- 無邪気の楽園（2014年、女子） - コミックス第6巻 特典DVD

### Webアニメ
- ポケットモンスター オメガルビー・アルファサファイア メガスペシャルアニメーション（2014年、ポケモン）
- DEVILMAN crybaby（2018年、陸上部員A、陸上部員D）

### ゲーム
2014年
- OTOGEAR〜オトギア〜（グレーテル）
- クローバー図書館の住人たち（クゥ）
- 戦場のウエディング（花の妖精マリー、天使の子ティルア）
- 闘神都市（ラキラ、切り裂き君）
- ブレイブソード・ブレイズソウル（アスカロン、オートクレール、ファイアカード、アンハッピーフライト、アンハッピーサブマリン）
- ハピネスチャージプリキュア! かわルン☆コレクション（ぐらさん）

2015年
- クローバー図書館の住人たちII（クゥ）
- 神足町人妖譚 〜迷イ子ノ章〜（ハクア）

2016年
- VALKYRIE ANATOMIA -THE ORIGIN-（イングリット）
- 棺姫（白ウサギ）
- ポッ拳 POKKÉN TOURNAMENT
- 進撃の巨人
- 名探偵ピカチュウ 〜新コンビ誕生〜（ニーナ・オハラ）
- 逆転オセロニア（玉藻前）

2017年
- セブンズストーリー（リッカ、ホリィ、マロン）
- ブレイブソード×ブレイズソウル（アンハッピーフライト、アンハッピーサブマリン）
- Ever Oasis 精霊とタネビトの蜃気楼

2018年
- 魔法使いと黒猫のウィズ（HRT8、ナユタ・ヒノカミ）
- 名探偵ピカチュウ（ニーナ・オハラ）
- アズールレーン（カーク、ホビー）
- イドラ ファンタシースターサーガ（ポポプリン、アマネ）
- 天華百剣（村雨助廣）
- ドールズフロントライン（SPAS-12）

2020年
- ポケモンマスターズEX（2020年 - 2024年、キョウヘイ）
- ゼルダ無双 厄災の黙示録（ユン坊）

2023年
- ゼルダの伝説 ティアーズ オブ ザ キングダム（ユン坊）

2024年
- ゼルダの伝説 知恵のかりもの

### ドラマCD
- 岩鳶高校水泳部 活動日誌2（2013年、橘蘭）
- 寄越す犬、めくる夜1（2015年、新谷美由紀[21]）
- 響け！ユーフォニアム シリーズ（2015年 - 2021年、長瀬梨子[22][23]） - 2作品[一覧 1]
- よるとあさの歌 Ec（2019年、友人2）

### ラジオドラマ
- あべながの野望〜他力本願の変〜（イルカの飼育員）

### モーションコミック
- 神々の海苔巻き（小月）

### 吹き替え

#### 映画
- キング・オブ・ヴァジュラ 金剛王（チンクン）
- ジェラルドのゲーム（マディ）
- セブン・シスターズ（カレン・セットマン〈幼少期〉）
- ゾンビーズ（ゾーイ〈キングストン・フォスター〉）
- トランボ　ハリウッドに最も嫌われた男（ミッツィ・トランボ）
- 夫婦の楽園!?エデンへようこそ（ケビン）※Netflix版
- ラブ&マーシー 終わらないメロディー（マリリン）
- レジェンド オブ メダリオン-時空を越えた秘法の島-（男の子1）
- ロビン・ウィリアムズのクリスマスの奇跡（ケール）

#### ドラマ
- キャンプ・キキワカ（ティミー）
- クリミナル・マインド FBI行動分析課11（コール）
- The Sinner -記憶を埋める女-（フィービー）
- ザ・ファイブ -残されたDNA-（ジェシー）
- ジ・アメリカンズ（アリアナ）
- CSI:サイバー（エマ）
- ダイナスティ（リリー〈幼少期〉）※Netflix版
- THIS IS US 36歳、これから（アニー）
- ナース・ジャッキー（アーサー）
- ハイスクール・ニンジャ（ベッカ）
- Hawaii Five-0（コルタナ、ハロナ）
- フラーハウス（サラ）
- ファーゴ（ミンスキー）
- フォーリング・スカイズFINAL（ケイトリン）
- リリーが一番!〜恋も仕事も全力ガール〜（アリス）
- LEFTOVERS/残された世界（リリー）

#### アニメ
- おっはよー!アンクル・グランパ（タコ）
- スカイランダーズ・アカデミー（シンダー、ローラーブロウル）
- ツリーハウスたんていだん（テリー）
- パウ・パトロール（ロッキー）[24]
- パウ・パトロール ザ・マイティ・ムービー（ロッキー[25]）
- パウ・パトロール ザ・ムービー（ロッキー[26]）
- はたらくクルマのスティンキーとダーティー（マイティ）
- バンジのにゃむにゃむ日記（バンジ）[27]
- ボス・ベイビー ※機内上映版
- ミラキュラス レディバグ&シャノワール（マノン / パペッター、サブリナ / バニッシャー / ミラキュラー、バスティエ先生、トリックス）
- モンスター・ホテル2（コナー）
- ライオン・ガード（ハリネズミ）

### テレビ
- ガールズクラフト（ラッピィ）

### 舞台
- 劇団下剋上旗揚げオムニバス公演「枝芸」 - リツコ 役
- スタジオGAMBA試演会

## ディスコグラフィ

### キャラクターソング
| 発売日        | 商品名      | 歌                                                               | 楽曲                                   | 備考                                   |
| ------------- | ----------- | ---------------------------------------------------------------- | -------------------------------------- | -------------------------------------- |
| 2020年4月29日 | 百華繚乱 弐 | 八文字長義（櫻庭有紗）、疱瘡正宗（桃河りか）、村雨助廣（小堀幸） | 「ハチャメチャpanicでパーティtonight」 | ゲーム『天華百剣 -斬-』関連曲          |
| 2020年8月26日 | ECHOES      | SPAS-12（小堀幸）                                                | 「Sweet♥Guardian」                     | ゲーム『ドールズフロントライン』関連曲 |

### シリーズ一覧
1. ↑  第1作（2015年）、第2作『きらめきパッセージ』（2021年）